# Uwe Zötzsche
Uwe Zötzsche (ur. 15 września 1960 w Zwenkau) – były niemiecki piłkarz występujący na pozycji obrońcy.

## Kariera klubowa
Zötzsche zawodową karierę rozpoczynał w 1979 roku w klubie Lokomotive Lipsk, grającym w DDR-Oberlidze. W 1981 roku zdobył z nim Puchar NRD. W 1986 roku wywalczył z klubem wicemistrzostwo NRD, a także zdobył z nim Puchar NRD. W 1987 roku ponownie zdobył z nim Puchar NRD. Dotarł z nim również do finału Pucharu Zdobywców Pucharów, gdzie jednak Lokomotive przegrało 0:1 z Ajaksem Amsterdam. W 1988 roku Zötzsche wywalczył z drużyną wicemistrzostwo NRD.
W 1990 roku wyjechał do Francji, gdzie został graczem drugoligowego klubu RC Strasbourg. W 1991 roku powrócił do Niemiec, gdzie podpisał kontrakt z zespołem Hessen Kassel. W 1992 roku trafił do 1. FC Markkleeberg, gdzie w 1994 roku zakończył karierę.

## Kariera reprezentacyjna
W reprezentacji NRD Zötzsche zadebiutował 14 kwietnia 1982 w wygranym 1:0 towarzyskim meczu z Włochami. 8 maja 1985 w przegranym 1:4 spotkaniu eliminacji Mistrzostw Europy 1984 ze Szkocją strzelił pierwszego gola w drużynie narodowej. Po raz ostatni w kadrze zagrał 30 marca 1988 w zremisowanym 3:3 meczu towarzyskim pojedynku z Rumunią. W latach 1982–1988 w drużynie narodowej rozegrał w sumie 38 spotkań i zdobył 5 bramek.